# Certification glace

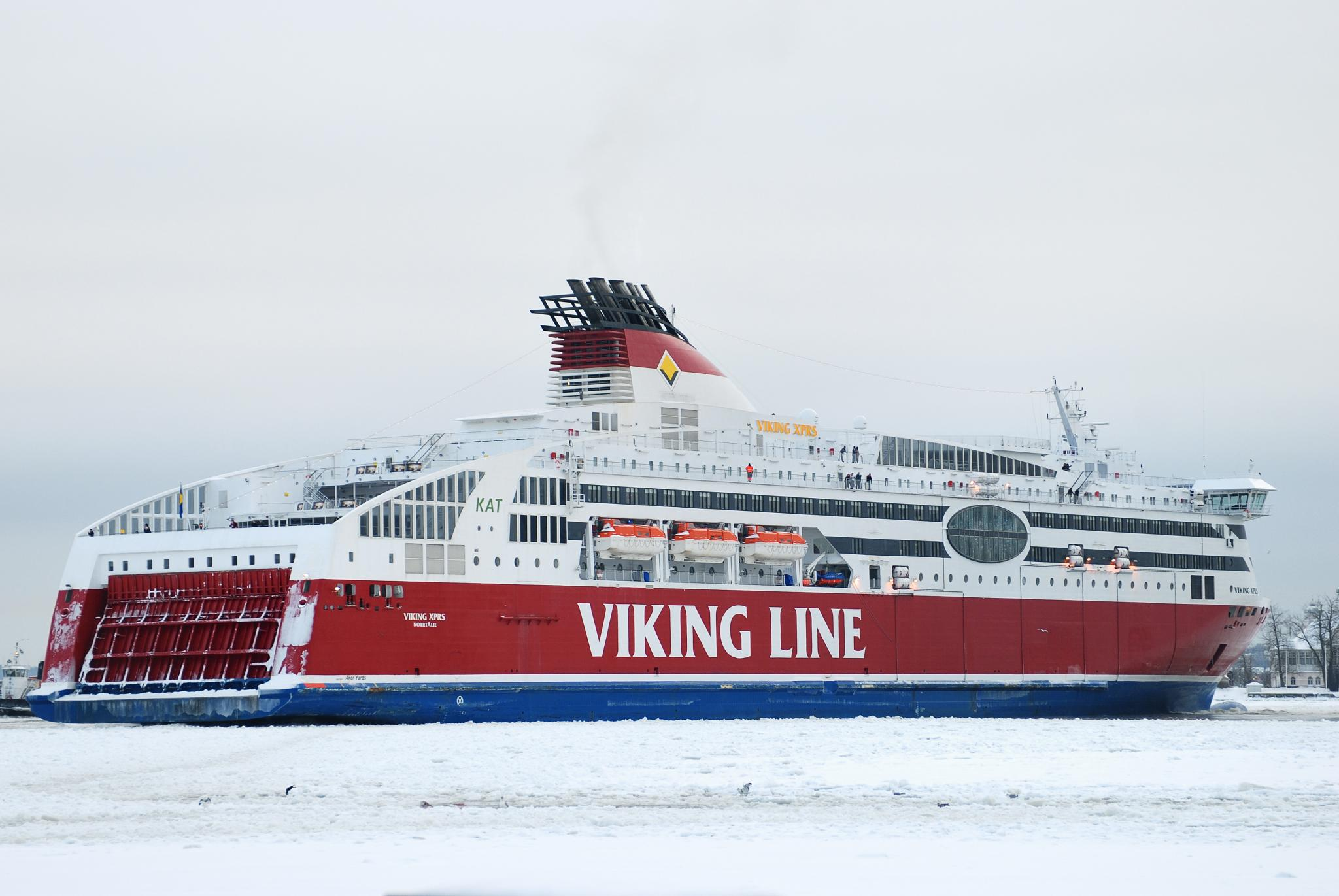
Navire certifié 1A Super dans le port d'Helsinki en hiver.

La certification glace est attribuée aux navires possédant une structure renforcée et des équipements spécifiques leur permettant de naviguer dans des eaux prises par les glaces.
Les différents niveaux de certification correspondent aux différentes conditions de navigation que peuvent affronter ces navires.

## Historique
Les premières exigences de navires marchands d'être escortés par des brise-glaces vinrent de Finlande en 1890, lorsque le trafic hivernal du port d'Hanko devint important. Dans le passé, différentes organisations de classification avaient créé différents standards, règles et niveaux de certification glace. Toutefois, la correspondance entre les systèmes de certification baltes et arctiques n'était généralement pas été établies.
Récemment, les deux systèmes de certification ont été définis par l'International Association of Classification Societies (IACS) et l'Organisation maritime internationale (OMI).

## Exigences de la certification glace
Tous les navires ne sont pas conçus dans le but d'obtenir une certification glace. Ceux qui le sont doivent posséder entre autres équipements:
- Une coque plus épaisse et une structure renforcée (l'ensemble des poutres, poutrelles et des cloisons devant offrir une résistance plus forte).
- Les entrées d'eau de mer (ouverture dans la coque permettant d'aspirer l'eau de mer dans des réservoirs pour refroidir les moteurs) doivent être disposées différemment selon le niveau de certification et des grilles sont également nécessaires pour éviter que les réservoirs d'eau ne soient bloqués par la glace.
- La plupart des certifications de haut niveau requièrent en outre plusieurs types de protection du gouvernail et des hélices. Deux mèches de gouvernail sont généralement exigées, ainsi que le renforcement de la pointe de l'hélice dans les niveaux de certification les plus élevés.
- Des cloisons étanches supplémentaires, en plus de celles requises dans un navire classique, sont généralement exigées.
- En sus, des dispositifs de réchauffage des réservoirs de carburant, des ballasts et d'autres réservoirs vitaux au fonctionnement du navire, peuvent aussi être exigés selon la certification.

Par ailleurs, les contraintes de la navigation dans les glaces requièrent des exigences relatives à :
- La formation de l'équipage,
- La documentation disponible à bord,
- Les équipements de communication avec les services de surveillance météorologiques,
- Des systèmes de surveillance de la structure du navire,
- Des moyens de secours spécifiques, etc.

## Certifications arctiques
L'American Bureau of Shipping (en) (ABS) possède un système de classification glace comprenant les niveaux A5 à A0 ; et B0, C0 et D0. A5 étant le niveau de certification le plus élevé et D0 le plus faible.
Toutes les autres sociétés de classification majeures possèdent un système de certification similaire, ce qui facilite la correspondance entre les différentes classes.
Dans la majorité des cas, seul le nom des classes est modifié, les détails des exigences de la certification étant identiques. La classe A5 d'ABS est la seule certification arctique qui autorise la navigation dans des eaux arctiques extrêmes sans aucune limitation.
Les autres certifications sont sujettes à des restrictions selon l'époque de l'année, nécessitant une escorte (toujours effectuée par un navire ayant une certification glace supérieure) et conditionnées à l'état de la glace. La base de données d'ABS contient des centaines de bateaux certifiés Arctique, dont beaucoup de navires de recherche, ainsi que toute la production de certains chantiers navals.

## Classification finno-suédoise
Selon les règles de la certification glace de la classe finno-suédoise, les navires marchands opérant en mer Baltique sont divisés en six niveaux de certifications glace, basés sur des exigences de conception structurelle de la coque, de puissance du moteur et de performances dans la glace.
Les bateaux de la classe la plus élevée, 1A Super, peuvent opérer dans des conditions de glace difficile et surtout sans l'assistance d'un brise-glace car leurs exigences de conception font qu'ils peuvent naviguer à une vitesse minimale de 5 nœuds dans des canaux gelés avec une épaisseur d'1 mètre de glace au centre et une couche de glace consolidée de 10 centimètres.
Les certifications 1A, 1B et 1C ont des exigences de conception moindres et les navires de ces niveaux doivent généralement faire appel à un brise-glace.
Il y a ensuite les certifications de niveau 2 pour les bateaux à coque en acier sans renfort spécial pour la glace, qui ne sont capables de naviguer seuls que dans des conditions de glace très légères et le niveau 3 pour les navires qui n'appartiennent à aucune autre catégorie, comme les barges,.

### Classe 1A Super+
Étant donné que même les navires certifiés 1A Super sont supposés dépendre de l'aide d'un brise-glace de temps à autre, une étude a été conduite récemment concernant l'introduction d'une nouvelle certification glace dépassant toutes les classes existantes.
Appelée 1A Super+, ce niveau concernerait les navires capables d'opérer de manière indépendante dans toutes les conditions de glace ce qui en conséquence réduirait le besoin d'équipement en brise-glaces de certains ports. Ces bateaux pourraient ainsi se voir accorder le statut de «brise-glaces» et donc voir leur coût d'exploitation, plus élevé, être partiellement couvert par des subventions gouvernementales provenant des mêmes fonds qui couvrent actuellement le coût d'assistance d'un brise-glace.
Les restrictions de trafic dans la mer Baltique durant les mois d'hiver sont basées sur la classification finno-suédoise. Ces restrictions, imposées par les administrations maritimes locales, précisent les exigences minimales pour que les navires reçoivent l'aide d'un brise-glace, par exemple «certification glace 1A, 2000 DWT».

### Droit de transit
Le droit de transit finlandais est un système de taxe pour l'utilisation des lignes maritimes, créé afin de couvrir les coûts de gestion et d'assistance d'un brise-glace. Ces droits dépendent également de la classe des bateaux. Étant donné que les navires de certification glace de classe inférieure nécessitent plus d'aide pendant les mois d'hiver, leurs taxes sont considérablement plus coûteuses que celles des navires des certifications glace les plus élevées qui sont plus autonomes. Pour ces raisons la majorité des navires s'arrêtant régulièrement dans les ports finnois sont conçus suivant les certifications glace les plus élevées. Au début de l'année 2008, 47 % du tonnage finnois était composé de navires certifiés 1A Super.

## Certifications glace nationales

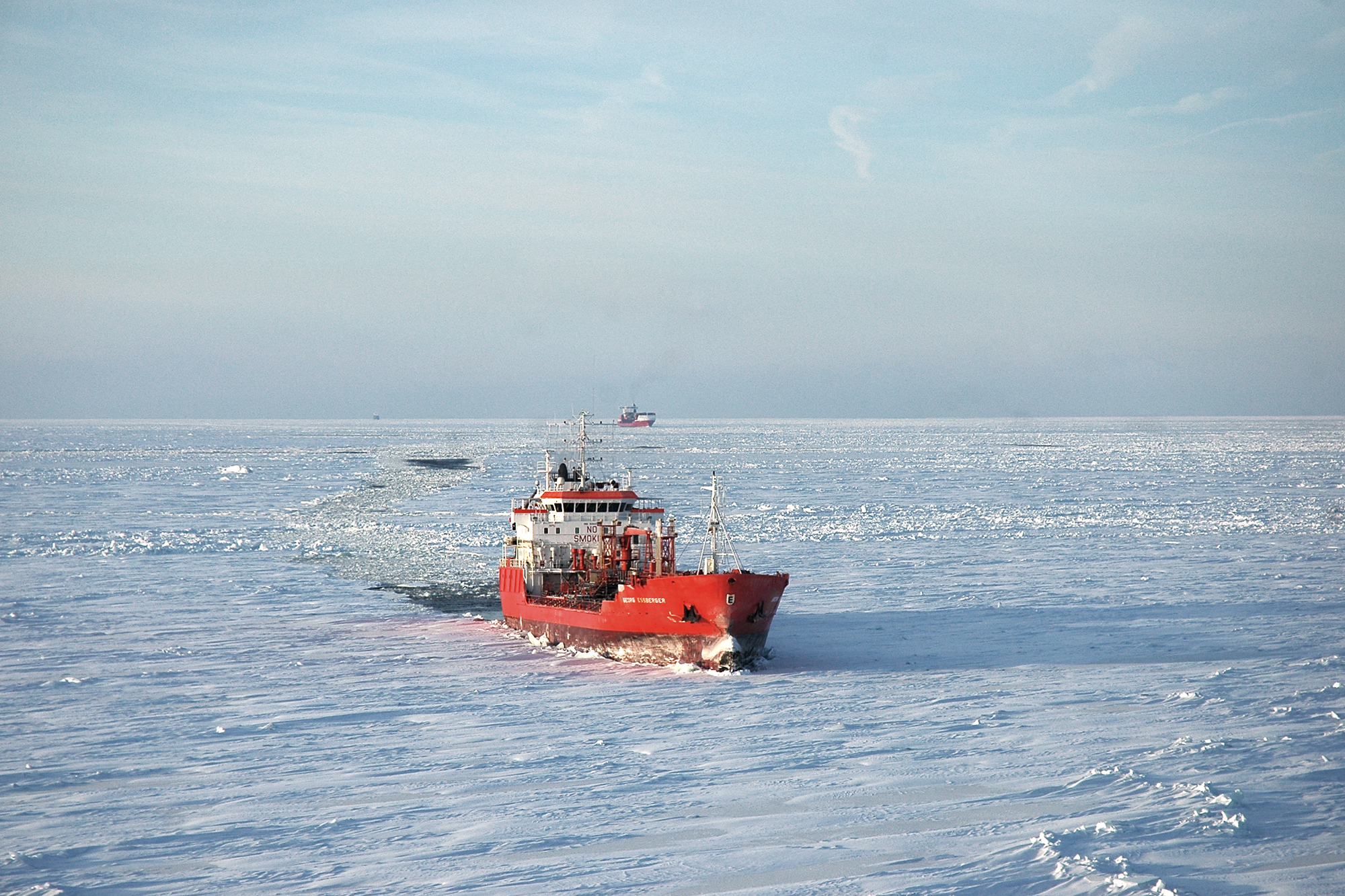
Le Georg Essberger, transport de produits pétroliers, titulaire d'une certification glace finno-suédoise 1A, attendant l'assistance d'un brise-glace au large de Loviisa dans le golfe de Finlande.

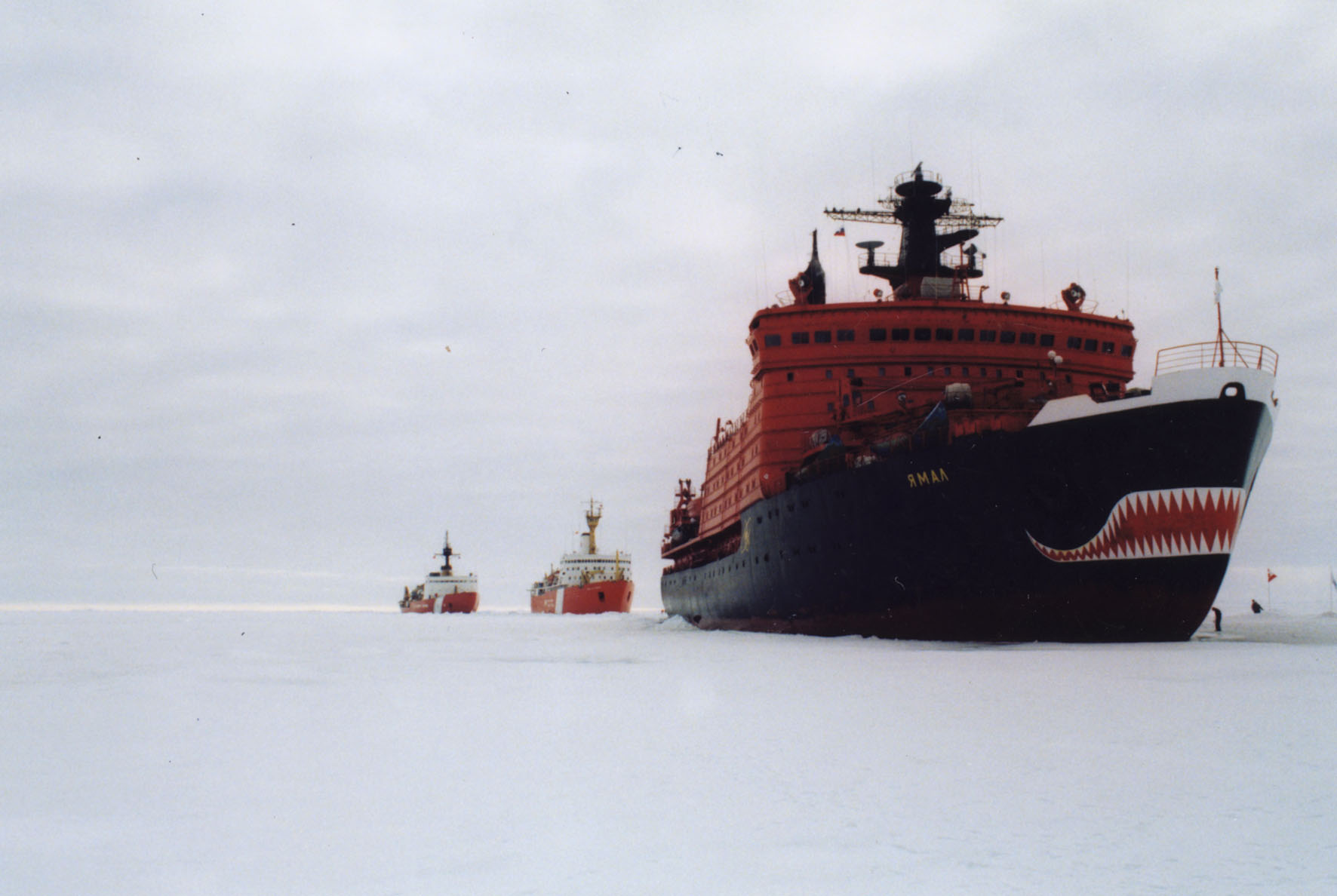
Le brise-glace atomique Yamal, certification glace LL1 et deux autres brise-glace près du pôle Nord.

### Finlande, Norvège, Suède
- 1A Super Conditions de glace extrêmes (épaisseur de la glace jusqu'à 1 m)
- 1A Conditions de glace difficiles (épaisseur de la glace jusqu'à 0,8 m)
- 1B Conditions de glace moyennes (épaisseur de la glace jusqu'à 0,6 m)
- 1C Conditions de glace légères (épaisseur de la glace jusqu'à 0,4 m)
- 2 Conditions de glace très légères

Les organismes de certification tels que Lloyd's Register ou Det Norske Veritas utilisent ce système (la classe 1D du Lloyd's correspondant à la classe 2).

### Russie
- Arc9 Épaisseur de la glace (Hiver/Printemps) jusqu'à 3,5 m (Été/Hiver) jusqu'à 7,2 m
- Arc8 Épaisseur de la glace (Hiver/Printemps) jusqu'à 2,1 m (Été/Hiver) jusqu'à 5,6 m
- Brise-glace9 (anciennement LL1) Épaisseur de la glace supérieure à 5 m
- Brise-glace8 (anciennement LL2) Épaisseur de la glace jusqu'à 4,5 m
- Arc7 (anciennement ULA) Épaisseur de la glace (Hiver/Printemps/Automne) jusqu'à 3,4m (Été/Hiver) jusqu'à 4,1 m
- Brise-glace7 (anciennement LL3) Épaisseur de la glace jusqu'à 1,5 m
- Arc6 Épaisseur de la glace (Hiver/Printemps) jusqu'à 1,1 m (Été/Hiver) jusqu'à 1,3 m
- Brise-glace6 (anciennement LL4) Épaisseur de la glace jusqu'à 1 m
- Arc5 (anciennement UL) Épaisseur de la glace (Hiver/Printemps) jusqu'à 0,8 m (Été/Hiver) jusqu'à 1 m
- Arc4 (anciennement L1) Épaisseur de la glace (Hiver/Printemps) jusqu'à 0,6 m (Été/Hiver) jusqu'à 0,8 m
- Ice3 (anciennement L2) Épaisseur de la glace jusqu'à 0,7 m
- Ice2 (anciennement L3) Épaisseur de la glace jusqu'à 0,55 m
- Ice1 (anciennement L4) Épaisseur de la glace jusqu'à 0,4 m

### États-Unis
- A3 Épaisseur de la glace supérieure à 1 m
- A2 Épaisseur de la glace jusqu'à 1 m
- A1 Épaisseur de la glace jusqu'à 0,6 m
- A0 Épaisseur de la glace jusqu'à 0,3 m

### Allemagne (Germanischer Lloyd)
- E4 (Équivalence avec la certification glace finno-suédoise 1A Super)
- E3 (Équivalence avec la certification glace finno-suédoise 1A)
- E2 (Équivalence avec la certification glace finno-suédoise 1B)
- E1 (Équivalence avec la certification glace finno-suédoise 1C)
- E (Équivalence avec la certification glace finno-suédoise 2 ou 3)

### Canada
- CAC1 Toutes opérations - Glace vieille de plusieurs années[1]
- CAC2 Transit ou bris de glace contrôlé - Glace vieille de plusieurs années
- CAC3 Transit ou bris de glace contrôlé - Glace de deuxième année
- CAC4 Transit ou bris de glace contrôlé - Glace épaisse de première année

### France (Bureau Veritas)
- ICE BREAKER 1 Aucune restriction en été ; glace vieille de plusieurs années et épaisse de 3 m en hiver ; vitesse de 12 nœuds[7]
- ICE BREAKER 2 Glace vieille de plusieurs années et épaisse de 3 m en été ; glace de deuxième année épaisse de 2,5 m en hiver ; vitesse de 9 nœuds
- ICE BREAKER 3 Glace de deuxième année et épaisse de 2,5 m en été ; glace de première année épaisse de 1,8 m en hiver ; vitesse de 7 nœuds
- ICE BREAKER 4 Glace de première année épaisse de 1,8 m en été et de 1,2 m en hiver ; vitesse de 5,5 nœuds
- ICE BREAKER 5 Glace de première année épaisse de 1,2 m en été et de 1 m en hiver ; vitesse de 5,5 nœuds
- ICE BREAKER 6 Glace de première année épaisse de 1 m en été et de 0,8 m en hiver ; vitesse de 4,5 nœuds
- ICE BREAKER 7 Glace de première année épaisse de 0,8 m en été et de 0,6 m en hiver ; vitesse de 4,5 nœuds

## Classification polaire IACS dite "Polar Code"
L'IACS (International Association of Classification Societies) a publié un ensemble d' Exigences unifiées pour navires de classe polaire afin de compléter les Directives pour les navires opérant dans les eaux arctiques recouvertes de glace de l'OMI (International Maritime Organization). Ceci aura pour effet d'unifier les certifications glace pour toutes les sociétés membres de l'IACS. Sept classes polaires sont proposées dans ces exigences, de PC1 jusqu'à PC7.
Le « Polar Code » divise en premier lieu les navires en trois catégories : A, B ou C.
Navire de catégorie A : Désigne un navire conçu pour être exploité dans les eaux polaires dans au moins de la glace moyenne de première année, qui peut comprendre des inclusions de vieille glace. Cela correspond aux navires construits selon les classes de glace polaire IACS PC1 à PC5.
- PC1 Navigation«  »«  » toute l'année dans toutes les eaux polaires
- PC2 Navigation toute l'année dans des glaces pluriannuelles modérées
- PC3 Navigation toute l'année dans la glace de deuxième année, pouvant inclure des inclusions pluriannuelles
- PC4 Navigation toute l'année dans de la glace épaisse de première année, qui peut comprendre des inclusions de vieille glace
- PC5 Navigation toute l'année dans de la glace moyenne de première année, qui peut comprendre des inclusions de vieille glace

Navire de catégorie B : Désigne un navire non inclus dans la catégorie A, conçu pour être exploité dans les eaux polaires dans au moins de la glace mince de première année, qui peut comprendre des inclusions de vieille glace. Cela correspond aux navires construits selon les classes de glace polaire IACS PC6 et PC7.
- PC6 Navigation estivale/automnale dans de la glace moyenne de première année, qui peut comprendre des inclusions de vieille glace
- PC7 Navigation estivale/automnale dans de la glace mince de première année, qui peut comprendre des inclusions de vieille glace

Navire de catégorie C : Désigne un navire conçu pour opérer en eau libre ou dans des conditions de glace moins sévères que celles incluses dans les catégories A et B. Cela correspond aux navires de n'importe quelle classe de la « classe Baltique » ou aux navires prévus sans aucun renforcement structurel pour la navigation dans la glace.
Les navires avec d'autres notations de classe glace doivent être évalués au cas par cas pour déterminer leur catégorie de navire polaire équivalente (par exemple, les anciennes classes de glace brise-glace DNV ICE-05, 10 ou 15 et POLAR-10, 20 ou 30) .
- ICE-1A / E4 Glace de première année < à 1,0 m
- ICE-1A / E3 Glace de première année < à 0,8 m
- ICE-1B / E2 Glace de première année < à 0,6 m
- ICE-1C / E1 Glace de première année < à 0,4 m
- ICE-C / E Conditions de glace légère
- Conditions d'eau libre/libre de glace